# Колесников, Евгений Венедиктович
Евгений Венедиктович Колесников (1919—1992) — советский учёный в области плодоводства и садоводства, доктор сельскохозяйственных наук, заслуженный деятель науки СССР, автор многочисленных работ по плодоводству, садоводству и растениводству.

## Биография
Родился в 1919 году в семье В. А. Колесникова; мать, Мария Ивановна (1896—1980), была дочерью известного русского химико-физика И. А. Каблукова.
Умер в 1992 году.

## Достижения
Автор одной из самых популярных книг СССР по садоводству «Советы садоводам». Общий тираж составил 385 000 экземпляров.

## Избранная библиография
- Биологические особенности роста корневой системы яблони. — М., 1953.
- Особенности роста корневой системы плодовых культур. — Москва : [б. и.], 1969. — 59 с.
- Советы садоводам. — М.: Россельхозиздат, 1973.
- Основы сельскохозяйственных знаний. — Москва, 1979. — 256 с.
- Основы сельскохозяйственных знаний. — Соавт.: А. Г. Резниченко, Москва, 1986.
- Иван Алексеевич Каблуков. — Соавт.: Каблукова М. И., Соловьёв Ю. И., 1957.
- Советы садоводам. — М., Россельхозиздат, 1973. − 152 с.
- Яблоня и груша. — М., Россельхозиздат, 1981. − 64 с.
- Юному полеводу (кормопроизводство). — Соавт.: М. Г. Объедков. — М. : Россельхозиздат, 1985. — 46 с.
- Ягодники. — Соавт.: К. В. Шаумян — М. : Россельхозиздат, 1985. — 62 с.
- Советы садоводам по агротехнике плодовых культур. — Всерос. о-во охраны природы. Моск. обл. отд-ние. — Москва, 1962. — 74 с.